# SAMPA
Pour les articles homonymes, voir Sampa (homonymie).
SAMPA, acronyme de Speech Assessment Methods Phonetic Alphabet, est un jeu de caractères phonétiques utilisable sur ordinateur utilisant les caractères ASCII 7 bits imprimables, basé sur l'alphabet phonétique international (API).

## Présentation
Ce jeu de caractères phonétiques a été originellement conçu pour six langues européennes par le projet SAM (Projet ESPRIT 541, SAM (Speech Assessment Methods) en 1987-89) dans le cadre du programme de recherche et de développement de la technologie de l'information ESPRIT de la Communauté économique européenne (CEE), qui précédait alors l’actuelle Union européenne.
Autant de symboles que possible ont été repris de l'API et, quand cela était impossible, d'autres symboles disponibles ont été utilisés, par exemple [@] pour schwa, [2] pour le son voyelle dans le français deux et [9] pour le son voyelle dans le français neuf. 
Les caractères [ "s{mp@ ] représentent la prononciation anglaise du nom SAMPA.